# Park Narodowy Gór Błękitnych
Park Narodowy Gór Błękitnych (ang. Blue Mountains National Park) – park narodowy położony w paśmie Gór Błękitnych, w stanie Nowa Południowa Walia w Australii, wpisany na listę światowego dziedzictwa UNESCO.

## Fauna
Na terenie parku występują m.in. koale, 
niełazy wielkie, kangury górskie, lotopałanki żółtobrzuche, kanguroszczury myszate, australorzekotki złociste.

## Atrakcje turystyczne
- jaskinie Jenolan
- ogrody botaniczne Mount Tomah
- wodospad Wentworth
- formacja skalna Trzy Siostry